# Battaglia di Sendanno
La battaglia di Sendanno fu una combattuta durante il periodo Sengoku in Giappone, una delle tante combattute dai daimyō (signori feudali) che cercarono di sopprimere le innumerevoli insurrezioni degli Ikkō-ikki. Gli Ikki erano masse di contadini, popolani, monaci e samurai di basso rango che si ribellavano per il desiderio di migliorare la loro posizione sociale.
Nel dicembre 1536 Nagao Tamekage partì dal castello di Kasugayama per combattere contro gli Ikki della provincia di Kaga. Si incontrarono in battaglia in un posto chiamato Sendanno, nella provincia di Etchū. Lì Tamekage fu sconfitto e ucciso, assieme a molti altri guerrieri del clan Nagao. Il figlio di Tamekage, noto come Terutora, non era presente alla battaglia, ma in seguito sarebbe diventato il famoso Uesugi Kenshin.